# Peter Schnell (Autor)
Peter Schnell (* 6. Juni 1941 in Schlettau) ist ein deutscher Bauingenieur und Eisenbahnmanager, der nach seiner Pensionierung als Autor tätig wurde.

## Jugend und Ausbildung
Schnell wuchs im Rheinland auf. Die Hochschulreife erwarb Schnell auf dem Zweiten Bildungsweg. Er studierte Bauingenieurwesen an der Universität Stuttgart.

## Beruf
Der promovierte Bauingenieur war seit 1969 für die Deutsche Bundesbahn bzw. die Deutsche Bahn AG tätig. Langjährig hatte er leitende Funktionen inne, z. B. in der Verantwortung für Fahrpläne, für Marketing im Fernverkehr, für die Bahntechnik des Nahverkehrs sowie als Präsident für die Bahndirektion Stuttgart. Zuletzt war er, weiter mit Dienstsitz in Stuttgart, Konzernbevollmächtigter der Deutschen Bahn AG für die Region Südwest und das Land Baden-Württemberg.
Aus der Deutschen Bahn AG schied Schnell mit Erreichung der Altersgrenze aus.

## Autor
Als Schriftsteller wurde Schnell tätig, nachdem er seinen sechsundneunzig Tage dauernden Fußmarsch als Pilger auf der Route des Jakobswegs, bis nach Santiago de Compostela, ein Wallfahrtsort in Galicien (Spanien), bewältigt hatte. Ausgangspunkt des zweitausendsechshundert Kilometer langen Pilgerweges war am 27. Juli 2006 der Arbeitsplatz des Konzernbevollmächtigten, gelegen am Stuttgarter Hauptbahnhof, nach Abschiednahme im Kreis der Kollegen und Mitarbeiter.

## Höhenbergsteiger
Schnell ist Höhenbergsteiger und hat mehrere Gipfel in einer Höhe oberhalb von fünftausend Metern erreicht. Er erreichte im August 2003 als Mitglied einer sechzehnköpfigen Expedition am Mustagh Ata, in der Region Westchina, unter Leitung von Arnold Hasenkopf, den vergletscherten Gipfel in einer Höhe von 7546 Metern.

## Ehrenamt
Peter Schnell engagiert sich in Pfungstadt, Landkreis Darmstadt-Dieburg, in der dortigen Ehrenamtsinitiative Warenkorb, die Mitbürgern in einer gegebenen persönlichen und wirtschaftlichen Notlage hilft. Im Rahmen der Fränkischen Jakobusgesellschaft ist er als Pilgerberater tätig.

## Werke
- Ameisen mögen keinen Fisch. Pilgerroman. Books on Demand (BoD), Norderstedt, ISBN 978-3-8423-6740-1.
- Gedankenstrich – zwischen Karriere und Ruhestand. Books on Demand (BoD), Norderstedt, ISBN 978-3-8370-1343-6.
- Stöckskespitter. Books on Demand (BoD), Norderstedt, ISBN 978-3-7347-8999-1.